# 老街战役 (2024年)
老街战役是緬甸民族民主同盟軍占领缅甸果敢自治区首府老街的一場戰役。此次戰役是1027行動的一部分。 
在1027行動的第一天，緬甸民族民主同盟軍就占领清水河。2023年11月下半月，緬甸民族民主同盟軍包围了老街，並於12月1日開始進攻老街东南部。  12月3日，緬甸民族民主同盟軍攻佔老街周圍的制高點四面佛。12月中旬，緬甸軍政府（國家管理委員會）一度與緬甸民族民主同盟軍和谈，老街战役一度暫停。12月18日，老街北部再次爆发战斗。 12月19日，緬甸民族民主同盟軍又攻佔中緬边境城镇和口岸，并再次向老街推进。 
12月26日，缅甸国防军和缅甸边防部队在老街向緬甸民族民主同盟軍投降。截至12月28日，緬甸民族民主同盟軍已经控制了老街的大部分地区。 剩余的緬甸军政府人员于2024年1月4日投降，1000名緬甸军政府人员撤退至臘戍。 

## 背景

### 缅甸内战中的果敢
1989年缅甸共产党垮台后，缅甸政府在果敢成立掸邦第一特区，后者拥有高度自治权。当时由彭家声领导的缅甸民族民主同盟军（下称同盟军）控制了该地区，并与缅甸武装部队签署了停火协议。2009年，缅军要求同盟军成为军队指挥下的边防部队但被同盟军拒绝，缅甸国防军于2009年果敢军事冲突中驱逐了同盟军并接管了该地区。2015年，同盟军发动了2015年果敢军事冲突，导致该地区进入紧急状态，并因军事冲突而实施了为期三个月的戒严。
在2021年缅甸政变并再次爆发内战后，同盟军的亲密盟友若开军于2022年11月停火。几天后，军政府国家管理委员会在中国边境附近的清水河基地使用重型武器袭击了同盟军。这次袭击持续到12月2日，据报道，有500名军政府士兵被派遣。

### 1027行动
到2023年10月，缅甸军方发现，在缅甸各地区持续两年的反军政府努力后，其资源日益紧张。10月9日，军方袭击了一个基地，加剧了与克钦独立军（KIA）的冲突，克钦独立军是同盟军的亲密盟友之一。 与此同时，中缅边境的诈骗园区已成为一个大问题，军政府与果敢四大家族合作，将中国境内12万多人诱骗贩卖到缅甸从事电诈活动，为军政府赚取了数十亿美元的收入。为了施加压力，中国积极与三兄弟联盟合作，解救并逮捕了涉案的中国公民。
三兄弟联盟于2023年10月27日宣布开始1027行动，主要目标是旨在维护和保卫领土免受缅甸当局军事入侵，消除压迫性军事独裁，并打击边境的电信诈骗。国际观察人士指出，中国的影响力是此次行动的关键因素，而其他人则警告不要将叛乱分子的动机简单地归结为中国意愿的延伸。分析人士强调，在1027行动期间，人民防卫军和民地武之间的合作是缅甸春季革命的延续，反驳了将其形成归因于中国影响力的说法。
在1027行动的第一天，同盟军控制了边境城镇清水河，封锁了腊戌——木姐公路和腊戌——清水河公路，以阻止缅军沿这些路线增援。 11月1日，军政府在老街附近的一个边防哨所拘留了200多名外国公民，以此作为阻止日益壮大的三兄弟联盟袭击该市或其主要军事前哨的筹码。 2023年11月12日，驻扎在老街的第129步兵营的127名军政府士兵及其家人向市内的同盟军投降。 同一天，包括老街镇区在内的掸邦北部地区宣布戒严。 国家管理委员会进一步宣布，果敢自治区主席李正福被免职，职位由吞吞敏准将代理。吞吞敏以前是负责掸邦北部行动的指挥官。据推测，此举是为了应对1027行动向老街移动。

## 战斗经过

果敢（绿）在掸邦（黄）和缅甸（灰）的位置

### 最初的战斗
11月下半月，同盟军占领了军政府的一些前哨，包围了这座城市。军政府在失去清水河后发现很难保持其立足点，钦什怀是沿腊戌——清水河主干道进入果敢自治区的关键入口。中国驻缅甸大使馆敦促市民离开老街，截至12月1日，该市大部分地区已被占领。12月1日，同盟军开始渗透老街东城，并将火力集中在军事目标上，因为数百名平民仍被困在该市。
12月3日，同盟军袭击了缅军在老街以南的四尊佛像山的前哨。由于军政府在山顶基地有大量存在，战斗持续了八个小时。这是三兄弟联盟和老街缅军之间的最后一个军政府前哨。第二天，同盟军分别袭击了放弃该市北部阵地的撤退的军政府士兵。2023年12月6日，同盟军完成了对四尊佛像山前哨的占领，并建立了对老街南侧的控制。剩余的军政府部队部署在该市北部，并对其进行了严密的守卫。

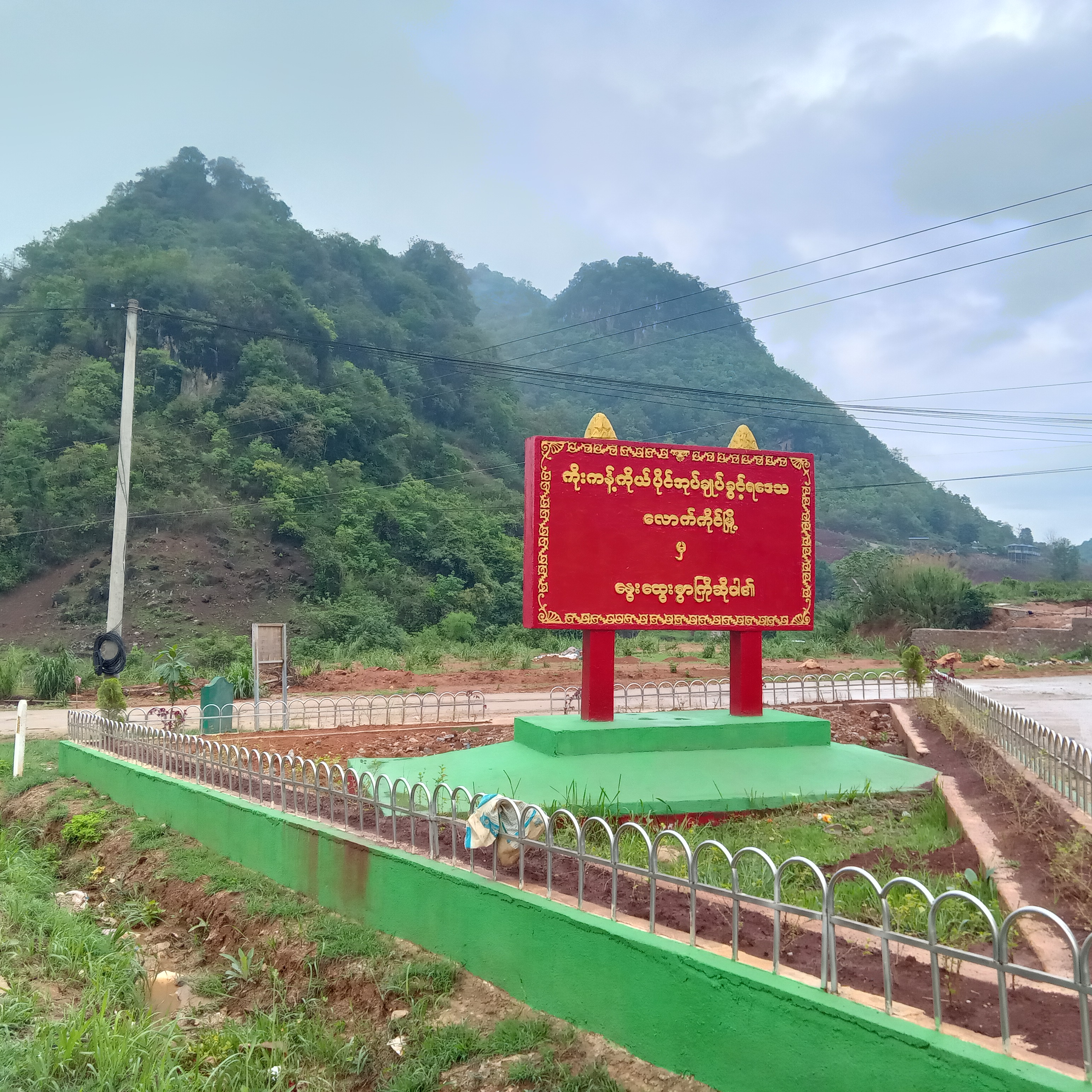
老街入口

### 中国斡旋的停火谈判
据称，12月7日或8日，在中国斡旋下，缅甸军政府与三兄弟联盟在云南昆明就老街的命运举行了会谈。根据一份据称泄露的共识草案，兄弟联盟和军政府的敏奈中将同意在12月底前停火，在同盟军和政府军之间做出政治安排，以“重返老街”，但共识的细节模糊不清。
12月10日，中国对包括果敢自治区原主席白所成在内的10人发出悬赏通缉。11日，中国帮助缅军与包括三兄弟联盟在内的北方各民地武组织举行了和平谈判。会谈主要集中在1027行动上，但也讨论了老街的命运。军政府表示，会谈进展顺利，并宣布了本月底举行后续会议的计划。但三兄弟联盟于12月13日晚些时候宣布，这些和平谈判“只持续了10分钟”，并宣称继续战斗。

### 恢复战斗
12月18日晚，缅甸空军对老街北部城门以北的田坝寨的同盟军目标进行了三次空袭。驻扎在老街的军政府部队在最初的空袭后炮击了该村，并继续炮击和空袭至第二天晚上。许多剩余的居民继续在家中避难。
12月19日，同盟军控制了位于中国与云南南山交界处的杨龙寨口岸（122号边境点），该口岸位于老街以北约三英里处。同盟军还占领了较小的125号边境点，该边境点有3万人避难。同盟军部队在边境取下了缅甸国旗并升起了同盟军军旗。
随着战斗进入该市，政府军于12月25日向该市开火，在东城的一家酒店造成8名平民死亡，24人受伤。12月26日，缅军第55轻步兵师和整编部队的90名士兵向同盟军投降，另有90名军政府士兵在之前的战斗中丧生。与缅军合作的白所成手下的一些地方边防部队也向同盟军投降。投降后，同盟军接管了果敢警察营大院，军政府的军事存在大幅下降。同盟军部队开始在该市巡逻，并在TikTok上发布视频以展示他们的控制权。两天后，即12月28日，同盟军控制了该市的大部分地区。
在元旦致辞中，同盟军总司令彭德仁称要根除果敢的网络诈骗，并指出，虽然他们已经占领了老街的大部分地区，但1027行动仍在进行中。随着军政府通常将沦陷的城镇彻底摧毁，人们对老街的命运越来越担忧。1月3日，军政府向老街发射的炮弹落在中国，造成镇康县有5人受伤，引发了中国的抗议和和平呼吁。

## 结果
1月4日，军政府军事人员在老街军分区司令部投降，并在他们及其家人撤离该市时向同盟军移交了武器和弹药。多达1000名政府军、家属和公务员被疏散到腊戌，但腊戌也被三兄弟联盟包围。据伊洛瓦底报道，中国为了边界稳定调解了当地缅军投降，并得到了军政府的预先批准。包括老街军分区司令莫觉杜在内的六名准将乘坐直升机疏散到腊戌。这六人抵达腊戌后被军政府拘留。1月20日，内比都的一个军事法庭以“可耻地放弃”其职位罪判处其中三名将军死刑，其他将军终身监禁。
2024年1月5日，在果敢自治区最后一批军政府部队和官员大规模投降后，同盟军完全控制了首府老街。据同盟军称，2389名军政府人员和约1600名家属放下武器投降。军政府发言人表示，他们做出的决定优先考虑家人的安全。前一天尚未离开的投降人员和家属被疏散到腊戌。